# پدرو خوان فیهروا
پدرو خوان فیهروا (در تاریخ ۷ ژوئیه ۲۰۱۷ درگذشت) بازیگر شناخته شده پورتوریکو فیلم و تلونوائله بود.

## فیلمبرداری منتخب
- و خدا آنها را ایجاد کرد (۱۹۷۹)
- سه مقصد (۱۹۹۴)
- ستایش خانم (۱۹۹۴)
- مالک و خانم (۲۰۰۶)